# Arrondissement Guéret
Arrondissement Guéret (fr. Arrondissement de Guéret) je správní územní jednotka ležící v departementu Creuse a regionu Nová Akvitánie ve Francii. Člení se dále na 129 obce.

## Dějepis
Arrondissement existuje od r. 1800. V r. 1926 anektoval části arrondissementů Bourganeuf (žluté) a Boussac (modré).

Arrondissement Guéret od 1800 do 1926 (zelené)
Arrondissement Guéret od 1926 do 2017 (zelené)
Arrondissement Guéret od 2017 (zelené)

## Kantony do 2014
- Ahun
- Bénévent-l'Abbaye
- Bonnat
- Bourganeuf
- Boussac
- Châtelus-Malvaleix
- Dun-le-Palestel
- Le Grand-Bourg
- Guéret-Nord
- Guéret-Sud-Est
- Guéret-Sud-Ouest
- Jarnages
- Pontarion
- Saint-Vaury
- La Souterraine